# 10025 Рауер
10025 Рауер (10025 Rauer) — астероїд головного поясу, відкритий 16 березня 1980 року.
Тіссеранів параметр щодо Юпітера — 3,282.